# Viva la sposa
Viva la sposa è un film del 2015 diretto ed interpretato da Ascanio Celestini.
Nel film vi sono alcuni riferimenti a eventi naturali e fatti di cronaca realmente accaduti: si tratta, in particolare, del terremoto dell'Aquila del 2009 e della morte di Giuseppe Uva, quest'ultima secondo la versione della sorella Lucia, secondo la quale sarebbe morto nella notte fra il 13 e il 14 giugno 2008 per effetto di un pestaggio da parte dei carabinieri.

## Trama
Il film narra la storia di Nicola, che per sostenersi fa l’animatore nelle feste per bambini e vive in una bettola con un ragazzo, Salvatore, di cui crede di essere il padre. Nicola è alcolizzato e vive i suoi giorni nello stordimento e nell’ubriachezza. Lavora anche occasionalmente per Sasà, figlio di Sabatino, noto truffatore di assicurazioni, fingendo di essere stato investito per ottenere del denaro.
La vita di Nicola è attorniata anche da altri personaggi come Anna, prostituta e madre di Salvatore, Sofia, ex-fidanzata di Nicola che vuole fuggire in Spagna, ma che poi resta in città, e l’Abruzzese, carrozziere che offrirà ospitalità ad Anna una volta rimasta senza casa. Vi è anche una sposa americana che viene inquadrata in televisione all’Aquila dopo il terremoto del 2009.
La vita di Nicola scorre uguale fino a quando Sasà, dopo aver incendiato un'auto per denaro al cui interno, a sua insaputa, c'era una bambina, viene portato in caserma assieme a Nicola. Sasà verrà picchiato a morte dalla polizia, mentre Nicola si schianterà contro un muro dopo aver bevuto l’ennesima sambuca per cercare di dimenticare l’accaduto. Il film termina con Salvatore che, dopo aver derubato una signora come gli aveva insegnato Sasà, si mette il rossetto trovato nella borsa della signora ed esclama “Viva la sposa!”.